# Maud van der Meer
Maud van der Meer (ur. 20 maja 1992 w Veghel) – holenderska pływaczka specjalizująca się w stylu dowolnym, mistrzyni świata i dwukrotna mistrzyni Europy, rekordzistka świata na krótkim basenie.

## Kariera
W 2011 roku na mistrzostwach świata w Szanghaju płynęła w wyścigu eliminacyjnym sztafet 4 × 100 m stylem dowolnym i zdobyła złoty medal, kiedy Holenderki w finale zajęły pierwsze miejsce.

### 2014
W lipcu podczas mistrzostw Europy w Berlinie wywalczyła srebro w sztafecie kraulowej 4 × 100 m. Na dystansie 100 m stylem dowolnym nie zakwalifikowała się do finału i z czasem 55,14 s uplasowała się na dziesiątej pozycji.
Pięć miesięcy później, na mistrzostwach świata na krótkim basenie w Dosze dwukrotnie stała na najwyższym stopniu podium. van der Meer wraz z Inge Dekker, Femke Heemskerk i Ranomi Kromowidjojo zwyciężyła w sztafetach 4 × 50 i 4 × 100 m stylem dowolnym. Holenderki w obu tych konkurencjach ustanowiły nowe rekordy świata.
W 2015 roku podczas mistrzostw świata w Kazaniu zdobyła srebrny medal, płynąc w sztafecie 4 × 100 m stylem dowolnym.

### 2016
W maju na mistrzostwach Europy w Londynie wywalczyła dwa złote medale w sztafecie kobiecej i mieszanej 4 × 100 m stylem dowolnym.
Trzy miesiące później, podczas igrzysk olimpijskich w Rio de Janeiro płynęła w eliminacjach sztafet 4 × 100 m stylem dowolnym i pomogła Holenderkom zakwalifikować się do finału, w którym zajęły czwarte miejsce.
W grudniu na mistrzostwach świata na krótkim basenie w Windsorze zdobyła srebrny medal w sztafecie 4 × 50 m stylem dowolnym i brąz w sztafecie kraulowej 4 × 100 m.

### 2017
Podczas mistrzostw świata w Budapeszcie wywalczyła dwa medale. Pierwszego dnia zawodów wraz z Kim Busch, Femke Heemskerk i Ranomi Kromowidjojo zajęła trzecie miejsce w sztafecie kobiet 4 × 100 m stylem dowolnym. Kilka dni później, uczestniczyła w wyścigu eliminacyjnym sztafet mieszanych 4 × 100 m stylem dowolnym i otrzymała srebrny medal po tym, jak reprezentacja Holandii w finale przypłynęła druga.
Indywidualnie startowała w konkurencji 100 m stylem dowolnym. W eliminacjach uzyskała czas 54,49 s i uplasowała się na 16. miejscu ex aequo z Izraelką Andreą Murez. W dogrywce o udział w półfinale zwyciężyła reprezentantka Izraela, pokonując o 0,29 s van der Meer, która powtórzyła swój wynik z wyścigu eliminacyjnego.